# Гара, Анита
Анита Гара (венг. Gara Anita; род. 4 марта 1983, Будапешт) — венгерская шахматистка, гроссмейстер среди женщин (2009), международный мастер среди мужчин (2009).

## Биография
С 1993 по 1999 год представляла Венгрию на юношеских чемпионатах Европы по шахматам и юношеских чемпионатов мира по шахматам в различных возрастных категориях. В 1995 году на юношеском чемпионате мира по шахматам завоевала серебро в возрастной категории U12. Два раза была второй в командном зачете на командном чемпионате Европы в возрастной категории U18 (2000, 2001).
Пять раз побеждала на женских чемпионатах Венгрии по шахматам (2000, 2001, 2009, 2013, 2016). В 2012 году на этом турнире был второй (победила Петра Папп), а в 2004 году заняла третье место.
Многократный призёр различных международных шахматных турниров. В 2003 году победила на одном из турниров шахматного фестиваля «First Saturday» в Будапеште. В 2004 году победила на международном женском турнире «Gold Cup» в Сомбатхее, обойдя Ильдико Мадл и Анну Музычук.
Представляла Венгрию на семи шахматных олимпиадах (2000—2006, 2012—2016), где в индивидуальном зачете завоевала бронзовую медаль (2016), и на семи командных чемпионатах Европы по шахматам (1997, 2003—2013), где в командном зачете завоевала серебряную медаль (2003), а в индивидуальном зачете — бронзовую медаль (2005).
В апреле 2017 года на женском чемпионате Европе в Риге завоевала право участвовать право участвовать в следующем чемпионате мира по шахматам среди женщин.
Сестра Аниты Тиция — тоже женский шахматный гроссмейстер.